# 1954年の日本競馬
1954年の日本競馬（1954ねんのにほんけいば）では、1954年（昭和29年）の日本競馬界についてまとめる。馬齢は旧表記で統一する。
1953年の日本競馬 - 1954年の日本競馬 - 1955年の日本競馬

## できごと

### 1月 - 3月
- 1月17日 - 京都競馬場で日本経済新春杯競走が創設される[1]。
- 3月1日 - 日本トロッター協会が設立される。同会は10月に西日本馬主協会と協力して、米トロ（アメリカ合衆国産のトロッター）牝馬を30頭輸入、これらが10月14日に神戸港に入港されると、検疫後に関西の所属厩舎に配属された。翌年に日本中央競馬会のもとでは初めてとなる米トロ速歩競走が京都競馬場で行われたが、その時ここで輸入された馬が供された[2]。
- 3月 - 第5次吉田内閣は「日本中央競馬会法案」を閣議決定の上、第19国会に提出した[2]。

### 4月 - 6月
- 5月23日 - ケンタッキー州立大学に留学していた三上泰知事務官が中心となり、パトロールフィルムの実用化が図られる。これは5月23日からの第3次東京競馬で使用され、16ミリフィルムによって撮影された[2]。
- 6月2日 - 日本中央競馬会法が両院を通過して成立、7月1日に公布された。これに際して、保利農林大臣は大坪局長を伴って、安田伊左衛門に理事長に就任するよう懇願した[2]。
- 6月27日 - 阪神競馬場で毎日杯競走が創設される[1]。

### 7月 - 9月
- 9月10日 - 農林省により、安田伊左衛門が日本中央競馬会の理事長に任じられる[3]。
- 9月15日 - 日本競馬会の精算人であった長森貞夫は、1952年に国を相手取って起こしていた提訴を取り下げた。翌16日に、長森は農林省より日本中央競馬会の監事に任じられた[3]。
- 9月16日 - 日本中央競馬会が発足する[3]。

### 10月 - 12月
- 11月1日 - 関東地方競馬組合は、八王子牧場跡に騎手教養所を開設した[4]。
- 11月29日 - 南関東競馬において、公正委員制が採用される[4]。

### その他
- 青森県八戸競馬場、秋田県秋田競馬場と大館競馬場、山形県米沢競馬場、岐阜県北方競馬場、三重県霞ヶ浦競馬場、滋賀県草津競馬場、奈良県奈良競馬場、山口県宇部競馬場、香川県高松競馬場、長崎県諫早競馬場、熊本県山鹿競馬場、大分県別府競馬場が廃止される[4]。
- ハクリョウにワシントンDCインターナショナルへの招待状が届くものの、輸送機の関係で出走を断念する[4]。

## 競走成績

### 中央競馬の主な競走
- 第14回桜花賞（阪神競馬場・4月30日）優勝 : ヤマイチ（騎手 : 八木沢勝美）
- 第14回皐月賞（中山競馬場・4月18日）優勝 : ダイナナホウシユウ（騎手 : 上田三千夫）
- 第29回天皇賞（春）（京都競馬場・5月16日） 優勝 : ハクリヨウ（騎手 : 保田隆芳）
- 第15回優駿牝馬（オークス）（東京競馬場・5月22日) 優勝 : ヤマイチ（騎手 : 八木沢勝美）
- 第21回東京優駿競走（日本ダービー）（東京競馬場・5月23日) 優勝 : ゴールデンウエーブ（騎手 : 岩下密政）
- 第30回天皇賞（秋）（東京競馬場・11月21日） 優勝 : オパールオーキツト（騎手 : 中村広）
- 第15回菊花賞（京都競馬場・11月23日） 優勝 : ダイナナホウシユウ（騎手 : 上田三千夫）

### 中央競馬・障害
- 第33回中山大障害（春）（中山競馬場・6月20日）優勝 : ギンザクラ（騎手 : 富田六郎）
- 第34回中山大障害（秋）（中山競馬場・11月3日）優勝： アラワシ（騎手：伊藤英治）

## 表彰

### 優駿賞
- 年度代表馬・最良5歳以上牡馬 ハクリヨウ
- 最良3歳牡馬 メイヂヒカリ
- 最良3歳牝馬 ケンホウ
- 最良4歳牡馬 ダイナナホウシユウ
- 最良4歳牝馬 ヤマイチ
- 最良5歳以上牝馬 チエリオ
- 最優秀障害馬 ヨシミノリ

## 誕生
この年に生まれた競走馬は1957年のクラシック世代となる。

### 競走馬
- 3月8日 - ミスオンワード
- 3月11日 - アイアンリージ
- 3月14日 - ヒカルメイジ
- 3月28日 - セイユウ
- 4月10日 - ラプソデー
- 5月19日 - ミスヤマト
- 5月25日 - キタノヒカリ
- 5月29日 - オンワードゼア
- 6月2日 - セルローズ

### 人物
- 1月20日 - 小檜山悟調教師（JRA）
- 3月7日 - 本間茂騎手（川崎）
- 4月12日 - 鮫島一歩調教師（JRA）
- 4月25日 - 木原一良調教師（JRA）
- 6月10日 - 音無秀孝騎手、調教師（JRA）
- 7月26日 - 宗像義忠調教師（JRA）
- 8月19日 - 藤沢則雄調教師（JRA）
- 11月9日 - 石毛善彦調教師（JRA）
- 11月30日 - 道川満彦騎手、調教師（益田）